# Liercourt
Liercourt és un municipi francès situat al departament del Somme i a la regió dels Alts de França. L'any 2007 tenia 355 habitants.

## Demografia

### Població

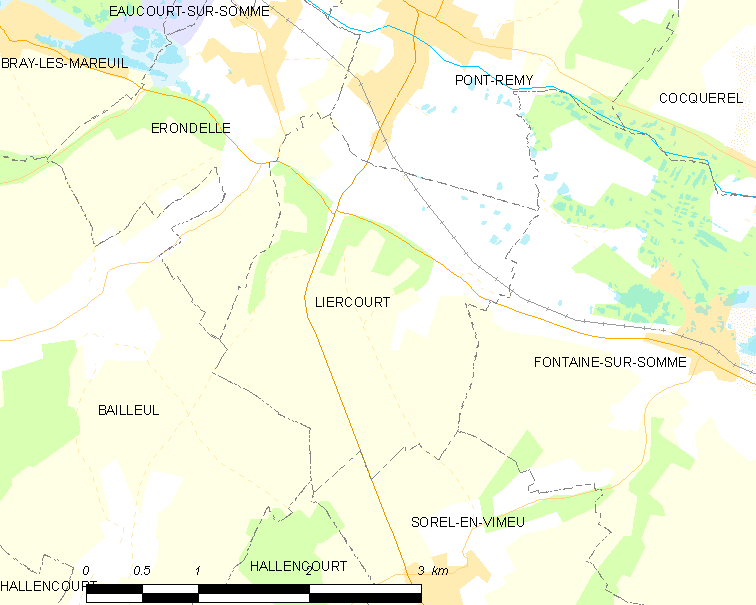
mapa del municipi

El 2007 la població de fet de Liercourt era de 355 persones. Hi havia 132 famílies de les quals 24 eren unipersonals (12 homes vivint sols i 12 dones vivint soles), 44 parelles sense fills, 60 parelles amb fills i 4 famílies monoparentals amb fills.
La població ha evolucionat segons el següent gràfic:
Habitants censats

### Habitatges
El 2007 hi havia 146 habitatges, 130 eren l'habitatge principal de la família, 13 eren segones residències i 3 estaven desocupats. 145 eren cases i 1 era un apartament. Dels 130 habitatges principals, 118 estaven ocupats pels seus propietaris, 11 estaven llogats i ocupats pels llogaters i 1 estava cedit a títol gratuït; 3 tenien dues cambres, 22 en tenien tres, 51 en tenien quatre i 55 en tenien cinc o més. 115 habitatges disposaven pel capbaix d'una plaça de pàrquing. A 53 habitatges hi havia un automòbil i a 62 n'hi havia dos o més.

### Piràmide de població

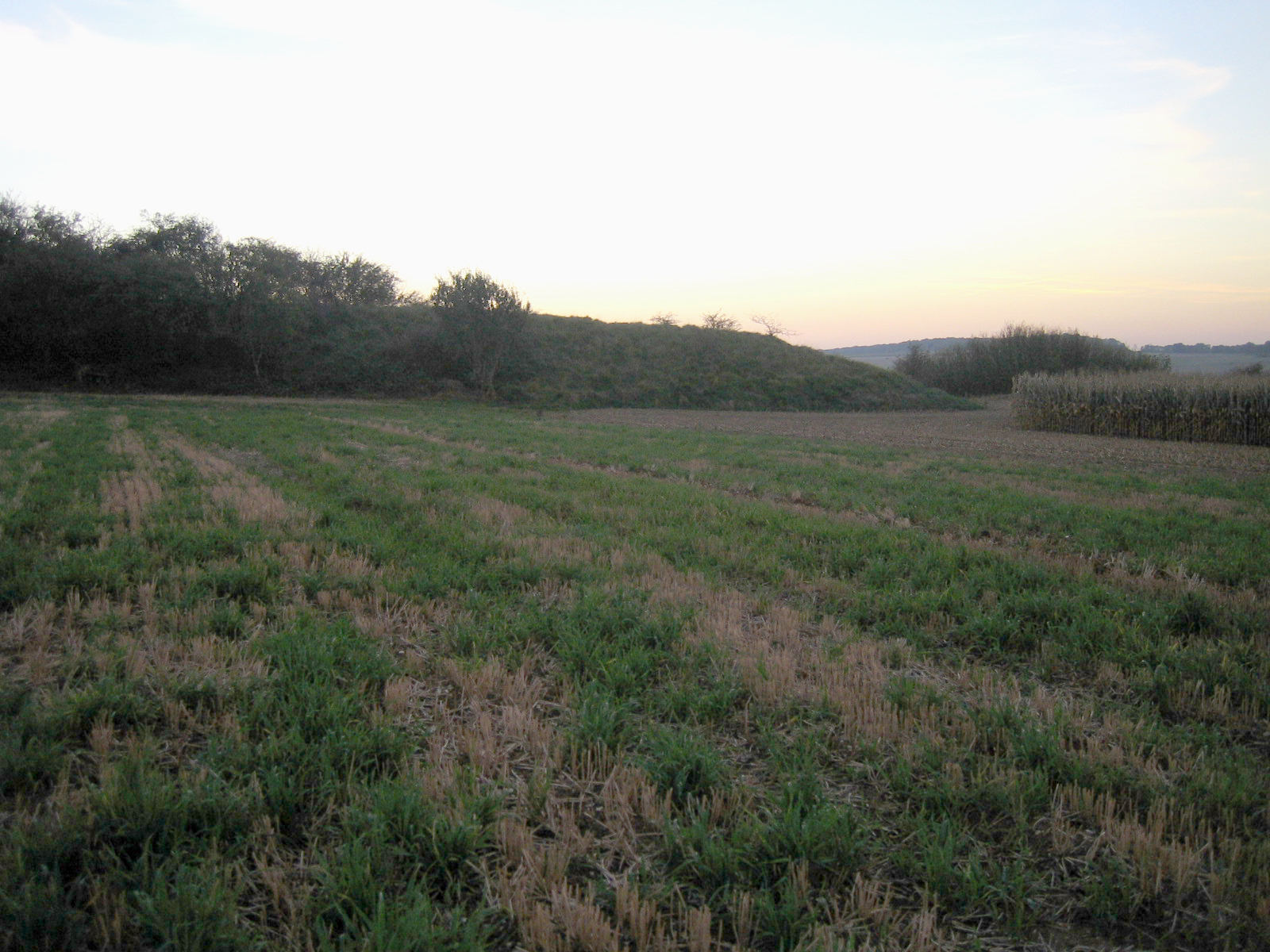
oppidum de Liercourt

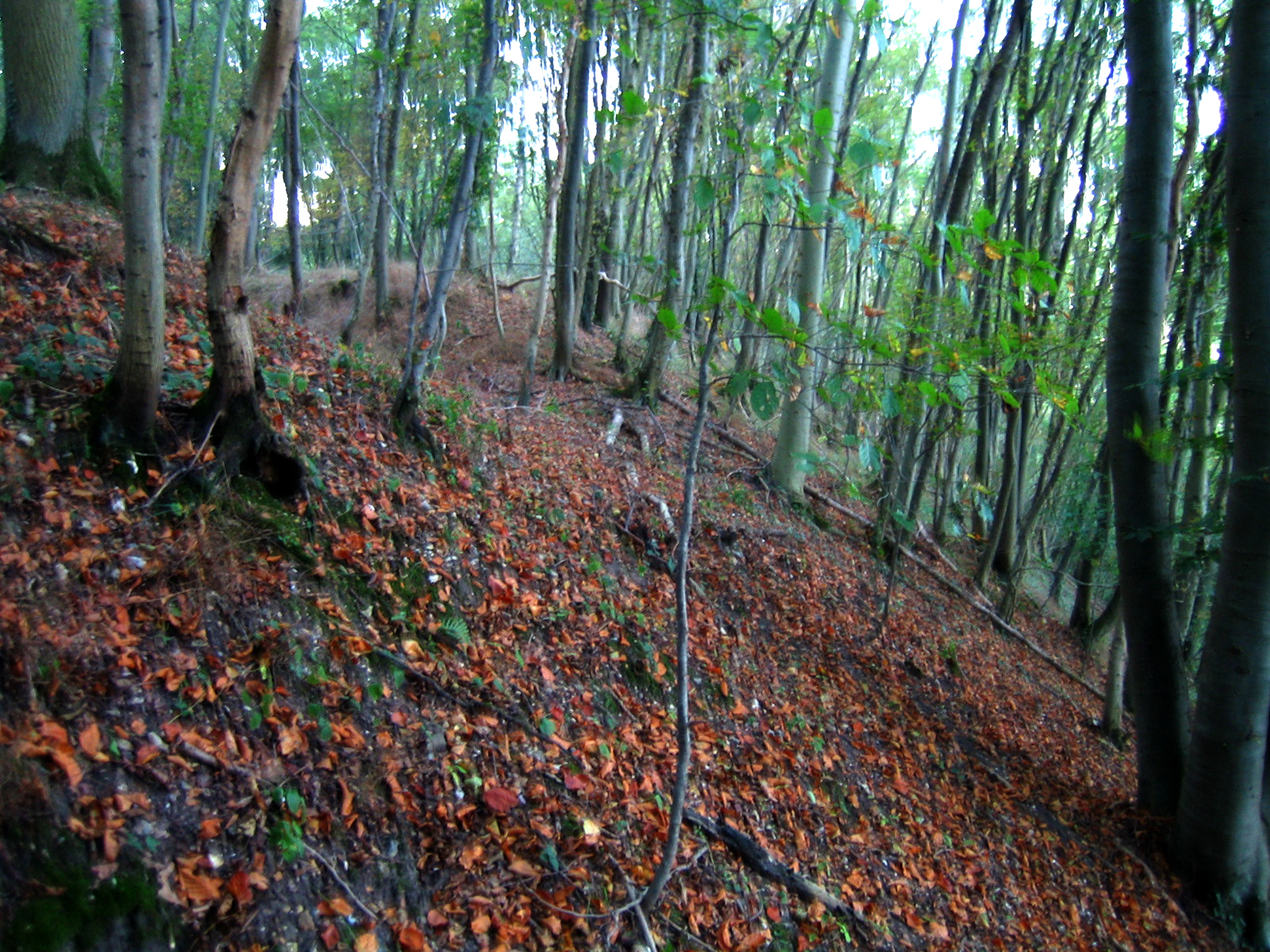
oppidum de Liecourt

La piràmide de població per edats i sexe el 2009 era:
| Homes | Edats   | Dones |
| ----- | ------- | ----- |
| 0     | 95 o +  | 0     |
| 0     | 90 a 94 | 0     |
| 4     | 85 a 89 | 8     |
| 0     | 80 a 84 | 4     |
| 4     | 75 a 79 | 8     |
| 0     | 70 a 74 | 8     |
| 12    | 65 a 69 | 8     |
| 4     | 60 a 64 | 12    |
| 4     | 55 a 59 | 4     |
| 28    | 50 a 54 | 12    |
| 12    | 45 a 49 | 8     |
| 0     | 40 a 44 | 20    |
| 16    | 35 a 39 | 8     |
| 8     | 30 a 34 | 8     |
| 16    | 25 a 29 | 24    |
| 16    | 20 a 24 | 8     |
| 4     | 15 a 19 | 12    |
| 12    | 10 a 14 | 20    |
| 8     | 5 a 9   | 12    |
| 8     | 0 a 4   | 4     |

## Economia

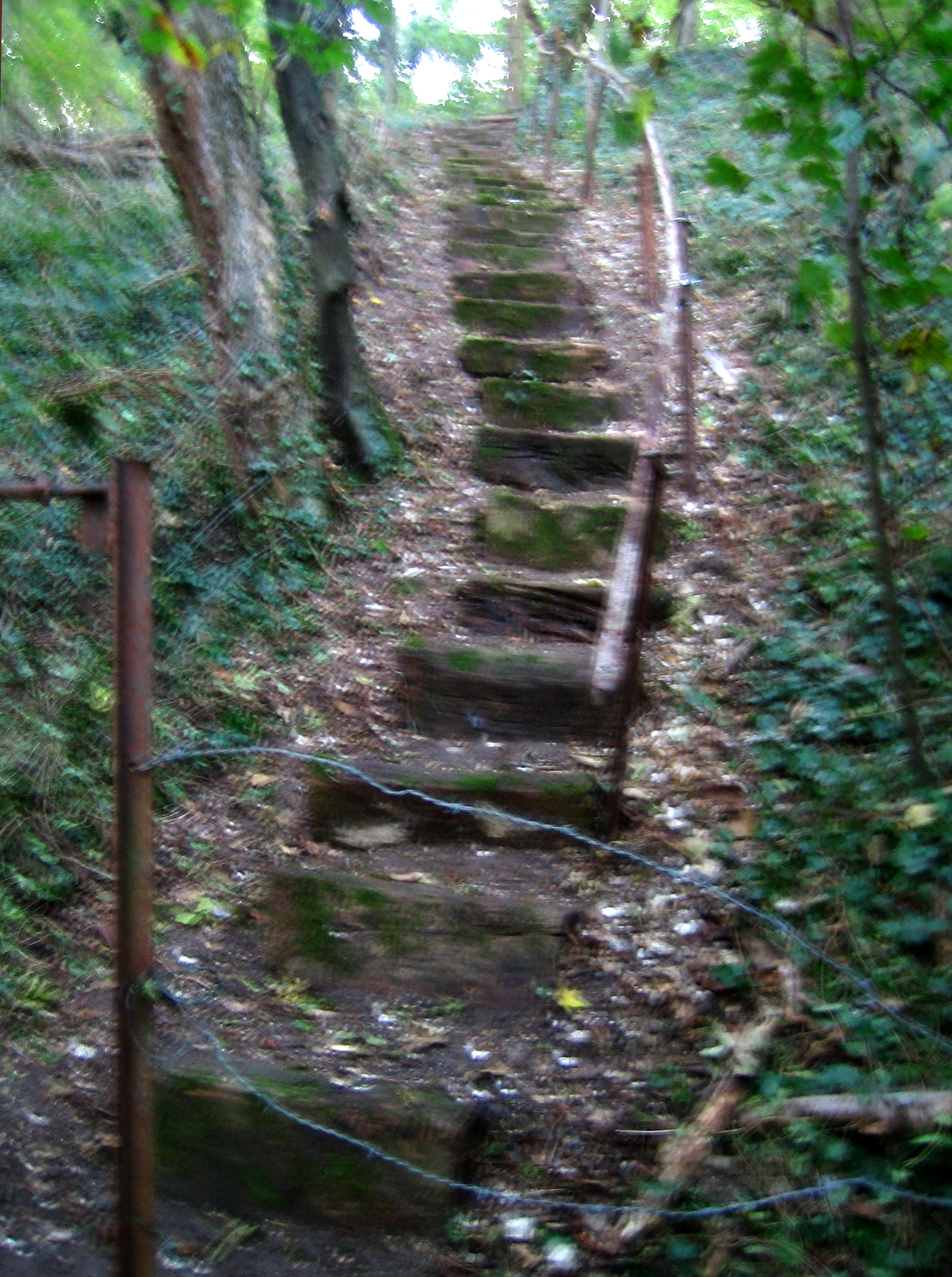
oppidum

El 2007 la població en edat de treballar era de 231 persones, 158 eren actives i 73 eren inactives. De les 158 persones actives 139 estaven ocupades (74 homes i 65 dones) i 19 estaven aturades (12 homes i 7 dones). De les 73 persones inactives 19 estaven jubilades, 21 estaven estudiant i 33 estaven classificades com a «altres inactius».

### Ingressos
El 2009 a Liercourt hi havia 137 unitats fiscals que integraven 379,5 persones, la mediana anual d'ingressos fiscals per persona era de 15.637 €.

### Activitats econòmiques
Dels 5 establiments que hi havia el 2007, 1 era d'una empresa de construcció, 1 d'una empresa de comerç i reparació d'automòbils, 2 d'empreses d'hostatgeria i restauració i 1 d'una empresa immobiliària.
Dels 3 establiments de servei als particulars que hi havia el 2009, 1 era un taller de reparació d'automòbils i de material agrícola, 1 fusteria i 1 restaurant.
L'any 2000 a Liercourt hi havia 7 explotacions agrícoles que ocupaven un total de 308 hectàrees.

## Equipaments sanitaris i escolars
El 2009 hi havia una escola elemental integrada dins d'un grup escolar amb les comunes properes formant una escola dispersa.

## Poblacions més properes
El següent diagrama mostra les poblacions més properes.